# Davide Gabburo
Davide Gabburo (Bovolone, 1 de abril de 1993) é um ciclista italiano que compete com a equipa Bardiani-CSF-Faizanè.

## Palmarés
- 2021
  - Grande Prêmio de Alanya

## Resultados em Grandes Voltas
| Corrida | Corrida         | 2018 | 2019 | 2020 | 2021  | 2022 |
| ------- | --------------- | ---- | ---- | ---- | ----- | ---- |
|         | Giro d'Italia   | —    | —    | —    | 106.º | 53.º |
|         | Tour de France  | —    | —    | —    | —     | —    |
|         | Volta a Espanha | —    | —    | —    | —     | —    |

—: Não participa

Ab.: Abandona

## Equipas
- Ceramica Flaminia-Fondriest (stagiaire) (08.2013-12.2013)
- Amore & Vita-Prodir (2018)
- Neri Sottoli-Selle Italia-KTM (2019)
- Androni Giocattoli-Sidermec (2020)
- Bardiani-CSF-Faizanè (2021-)